# Manuel Ruigómez Velasco
Manuel Ruigómez Velasco (Villasana de Mena (Burgos), 8 de septiembre de 1889 - Ibidem, 21 de marzo de 1967) fue un militar español distinguido con la Cruz Laureada de San Fernando de primera clase durante la guerra del Rif, en tiempos del Marruecos español.

## Biografía
Nació en el pueblo burgalés de Villasana de Mena, en el seno de una familia noble, descendiente de los marqueses de San Isidro. Se licenció en Medicina y Cirugía en la Universidad Central de Madrid en 1914 e ingresa el 28 de diciembre de 1915 en la Academia de Sanidad Militar de la que salió con el empleo de teniente médico. Tras dirigir el Hospital de Santoña es destinado, en diciembre de 1915, al Regimiento de Infantería de Ceuta.
En 1918 pide el traslado al Grupo de Fuerzas Regulares Indígenas. Interviene en la acción del Zoco de Anyera en la que fue citado como "Distinguido" y a continuación en la de Beni Madam. Agregado al3.er Tabor del Grupo de Fuerzas Regulares, el 11 de julio tomó parte en la ocupación de Kudia Rauda prestando asistencia médica, en primera línea y en zonas batidas por el fuego enemigo, a los numerosos heridos habidos en la operación, considerándose su actuación como distinguida, por la que se le concede por Real Orden de 7 de mayo de 1924, la Cruz Laureada de San Fernando.
El propio Ruigómez, narró así la acción, el 25 de septiembre de 1966 cuando fue nombrado Hijo Predilecto del Valle de Mena:

Habíamos sorprendido, en una marcha nocturna, a las fuerzas del Raisuni y ocupado el macizo de Kudia Rauda al amanecer. Hasta las siete u ocho de la mañana no se escuchó un tiro y nuestras tropas se dedicaron afanosamente a levantar tres posiciones en las que nos habriamos de fortificar para defender aquel collado, base de la seguridad de la carretera Tetuán-Tanger. A partir de esa hora comenzó el fuego enemigo a hostigarnos y a media mañana nuestras bajas eran numerosas. Yo, al principio, atendía a los heridos en la misma línea de fuego. Ante la cuantía de los heridos instalé un puesto de socorro más resguardado donde atendí a los heridos y se estableció el puesto de municionamiento. El fuego enemigo era abrumador y el numero de bajas exorbitante, lo cual hacía muy dificultosa la evacuación. Por la tarde se incrementó aun más, si cabe, el fuego enemigo lo cual forzó a nuestras tropas a retirarse a posiciones preestablecidas, pero al puesto de socorro no llegaron las órdenes, por haberse retirado las tropas por los flancos quedándose, el puesto de socorro, completamente aislado. Ante tan trágico panorama ordené la retirada. En el puesto éramos quince hombres útiles, entre camilleros, acemileros de artola y de municiones, el practicante y yo mismo. Tenía diez acémilas de transporte y había que evacuar muertos, heridos y las cajas de municiones.Dispuse que se cargaran las municiones en las mulas y sobre ellas los muertos. Los heridos graves y los que no podían andar en las artolas y los demás andando. Los mulos atados unos a las colas de los otros, mientras que los que estábamos ilesos nos quedamos para cubrir la retirada del convoy. El enemigo arreció el ataque en oleadas que nosotros, cuerpo a tierra, rechazábamos haciendo fuego por descargas y después de cada descarga seguíamos la retirada arrastrándonos o como Dios nos daba a entender. En la retirada mataron al practicante e hirieron a un camillero. La retirada duró casi una hora y al final fue aliviada por el fuego de nuestras tropas desde la posición en la que se guarnecían. El teniente coronel Camis que era el Jefe del Tabor me abrazó y ese abrazo cálido en plena lucha frente al enemigo fue, por su sinceridad, el mayor galardón que en mi vida he recibido. Pasados esos momentos me dedique a rectificar curas de los heridos. Alguien me avisó de que se escuchaban lamentos fuera de la posición, me asomé y saltando del parapeto sin dudarlo me encontré a unos veinte metros al teniente Pablo Martín Alonso que estaba herido, atravesado del pecho y visto que no podía andar me lo puse a mis espaldas y arrastrándome le lleve a la posición y al entrar en ella, un segundo disparo le destrozó el codo. Así terminó aquel trágico día en el que de toda la oficialidad del Tabor quedamos indemnes cinco...

En enero de 1920 fue ascendido a Capitán médico y destinado al Grupo de Hospitales de Ceuta. En 1924 fue destinado al Regimiento León de donde muy pronto pasa a la Comandancia de Carabineros de Madrid agregado a la Comandancia General de Ceuta desempeñando su cometido en los hospitales de campaña establecidos en Riffien, Monte Arruit y otros lugares.
Asciende en 1935 a Comandante médico, sorprendiéndole al año siguiente en el Valle de Mena el comienzo de la Guerra Civil, tras lo cual se traslada a Burgos y se incorpora al 4.º Grupo de la 2.ª Comandancia de Sanidad Militar, desempeñando, posteriormente, los cargos de 2.º Jefe de Sanidad de la 62.ª División y de los Cuerpos de Ejército de Castilla y Urgel. 
Terminada la guerra pasa, en 1940, a prestar sus servicios en el Instituto de Carabineros y posteriormente asume la Dirección General de Sanidad de la Guardia Civil en la que obtuvo el empleo de Teniente Coronel y en 1951 el de Coronel, quedando en 1955 a las órdenes del Ministro del Ejército tras su ascenso a General Inspector Médico de 2.ª clase, correspondiéndole, ese mismo año el empleo de General Inspector médico de 1.ª clase.

## Condecoraciones
El 11 de julio de 1923 fue recompensado por el rey Alfonso XIII con la Cruz Laureada de San Fernando de primera clase por el valor demostrado en la toma de Kudia Rauda, logrando salvar la vida de numerosos de sus soldados.
Cuando regresó a Villasana de Mena, después de la imposición de la alta condecoración, obtenida con “valor heroico”, la Corporación Municipal y el vecindario le recibieron en la Estación de ferrocarril. El general médico expresó su deseo y voluntad de imponer la Condecoración a la Virgen de Cantonad y el párroco de Villasana y arcipreste del Valle así lo aceptó.